# 炭化チタン
炭化チタン（たんかチタン、titanium carbide）は、組成式 TiC、式量 59.89 のチタンの炭化物。融点は 3170 °C、密度は 4.9 - 5.2 g/cm3、ビッカース硬さは 2900 kg/mm2。CAS登録番号は[12070-08-5]。
炭化チタンとモリブデンを加えて作った合金は切削工具などに用いられる。また、サーメットの材料として、炭化タングステンの表面に皮膜として使用される。ただし、衝撃と急熱急冷に弱い。
惑星やそこにおける有機物の形成過程を研究するため、飛行中のロケット内という宇宙空間に近い微小重力下でガス状の炭素とチタンをほぼ均等に分散させて炭化チタン微粒子を生成する実験が、北海道大学などにより行われた。